# Gornja Radgona
Gornja Radgona é um município da Eslovênia. A sede do município fica na localidade de mesmo nome.